# Battaglia del banco di Skerki
La battaglia del banco di Skerki ebbe luogo il 2 Dicembre 1942, durante la seconda guerra mondiale, nel mar Mediterraneo nei pressi della costa tunisina. Un convoglio mercantile italiano, scortato da alcune navi da guerra della Regia Marina e diretto in Libia per rifornire le truppe dell'Asse in Africa settentrionale, fu attaccato da una squadra navale della Royal Navy.
Il convoglio italiano era costituito da un piroscafo tedesco, e alcune motonavi italiane. La squadra d'attacco britannica affondò l'intero convoglio - oltre al cacciatorpediniere Folgore facente parte della scorta, senza riportare alcun danno immediato.

## Storia
La notte del 2 dicembre 1942 tre convogli italiani erano in mare diretti in Africa Settentrionale. La ricognizione aerea aveva avvistato delle unità alleate in uscita da Bona: in effetti si trattava di una squadra inglese composta da 3 incrociatori e 2 cacciatorpediniere. Alle 00:37 la squadra inglese avvistò il convoglio H, italiano con una nave tedesca, e la sua scorta, e aprì il fuoco affondando il mercantile tedesco presente. Il comandante italiano, capitano di vascello Aldo Cocchia, imbarcato sul Nicoloso da Recco, un cacciatorpediniere della classe Navigatori, ordinò alle sue navi di attaccare.
Le navi italiane lanciarono una salva di siluri senza esito e il cacciatorpediniere Folgore, al comando del capitano di corvetta Ener Bettica, venne pesantemente colpito e affondato. Per l'azione, il comandante Bettica verrà insignito della medaglia d'oro alla memoria. Il Da Recco venne oltrepassato dagli inglesi mentre li attaccava con i cannoni e le restanti navi del convoglio vennero affondate. Il caccia manovrò allora per lanciare i siluri. Anche il Camicia Nera (al comando del capitano di fregata Adriano Foscari) venne colpito; il Da Recco, che era riuscito ad avvicinarsi indisturbato, venne rivelato da una fiammata uscita da un fumaiolo per un accumulo di nafta e il difetto di una valvola di ritenuta e fatto segno di fuoco concentrato da parte delle navi britanniche; colpito, venne distrutto l'impianto prodiero e le linee telefoniche ed esplose un deposito di munizioni. Tra i feriti anche il comandante Cocchia, che con il volto ustionato, cedette il comando al suo primo ufficiale, il quale riuscì a far raggiungere alla nave danneggiata il porto di Trapani aiutato dai gemelli Da Noli e Pigafetta usciti per soccorrerlo. Anche il comandante Foscari per l'azione verrà insignito della medaglia d'oro al valor militare.
Nel combattimento persero la vita 2 200 italiani tra quelli imbarcati sul Folgore e i marinai del convoglio, oltre ai soldati trasportati. Più precisamente, vi furono 124 morti sul Folgore, 118 sul Da Recco, 3 sul Procione; altri 41 uomini della Regia Marina perirono sull'Aspromonte. Dei 1 766 militari trasportati dall'Aventino e dal Puccini, se ne salvarono 239; morirono anche circa 200 componenti degli equipaggi civili o militarizzati dei mercantili; il cacciatorpediniere inglese HMS Quentin venne bombardato e affondato da aerei tedeschi la mattina dopo.

## Ordine di battaglia

### Regia Marina
- Convoglio
  - piroscafi:
    - KT-1 (tedesco, 7 800 tonnellate)
    - Aventino
    - Aspromonte
    - Puccini
- Scorta, sotto il comando del capitano di vascello Aldo Cocchia[7]:
  - 3 cacciatorpediniere:
    - Nicoloso da Recco (nave comando)
    - Camicia Nera (comandante Adriano Foscari)
    - Folgore (comandante Ener Bettica)

  - 2 torpediniere:
    - Clio
    - Procione

### Royal Navy
- Attaccanti, sotto il comando del contrammiraglio C. H. J. Harcourt[7]:
  - 3 incrociatori leggeri:
    - HMS Aurora  (nave ammiraglia)
    - HMS Argonaut
    - HMS Sirius

  - 2 cacciatorpediniere :
    - HMS Quentin
    - HMAS Quiberon

## Memoria storica
Al comandante Bettica e al comandante Foscari sono state intitolate due unità della classe Comandanti.